# Liczby rzeczywiste

Oś liczbowa – interpretacja geometryczna zbioru liczb rzeczywistych (ℝ)

Liczby rzeczywiste – uogólnienie liczb wymiernych na wszystkie liczby odpowiadające punktom na osi liczbowej, zwanej też prostą rzeczywistą. Liczby rzeczywiste pozwalają opisać wszelkie odległości, liczby do nich przeciwne oraz inne wielkości skalarne. Zbiór liczb rzeczywistych oznacza się symbolem {\displaystyle \mathbb {R} } lub {\displaystyle \mathbf {R} .}
Każdą liczbę rzeczywistą można zapisać ułamkiem dziesiętnym, przy czym nie musi on mieć takich własności, jak dla liczb wymiernych – może jednocześnie nie być skończony ani ostatecznie okresowy. Ta odpowiedniość zachodzi też w drugą stronę – każdy ułamek dziesiętny nieskończony odpowiada jakiejś liczbie rzeczywistej, przez co takie ciągi cyfr mogą być użyte do definiowania liczb rzeczywistych.
Zrozumienie, że ułamki zwykłe – tj. stosunki dwóch liczb naturalnych – nie wystarczą do opisu niektórych długości, przyniosła starożytność. Wtedy zakon Pitagorejczyków udowodnił, że pierwiastek kwadratowy z dwóch ({\displaystyle {\sqrt {2}}}) jest niewymierny. Czasy nowożytne przyniosły rozwój matematyki wyższej, a wraz z nią:
- nazwę liczby rzeczywiste, użytą w kontraście do liczb urojonych[6][7];
- formalne, ścisłe definicje liczb rzeczywistych, podane niżej;
- opisy własności tego zbioru, np. jego mocy;
- rozmaite uogólnienia;
- inne obiekty, które nazwano liczbami, mimo że nie leżą na osi rzeczywistej, wymienione w dalszej sekcji.

Za pomocą zbioru liczb rzeczywistych definiuje się:
- przedziały liczbowe;
- przestrzenie kartezjańskie, będące podstawą geometrii analitycznej;
- funkcje rzeczywiste badane przez analizę rzeczywistą.

## Historia
Pitagorejczycy zauważyli, że przekątna kwadratu i jego bok są niewspółmierne, tj. nie istnieje odcinek, dla którego przekątna i bok byłyby naturalnymi wielokrotnościami. W dzisiejszym języku oznaczało to, że żadna liczba wymierna nie jest stosunkiem długości przekątnej kwadratu i jego boku (zob. dowód niewymierności pierwiastka z 2). Była to pierwsza wykryta niewymierność, pierwszą znaną klasyfikację niewymierności przeprowadził Teajtet.
Znana od czasów starożytnych liczba pi, którą definiuje się jako stosunek długości dowolnego okręgu do jego średnicy, także okazała się liczbą niewymierną – udowodnił to w roku 1767 Lambert. Każda wykryta niewymierność oznaczała tzw. lukę w zbiorze liczb wymiernych. Konstrukcja liczb rzeczywistych jest wypełnieniem wszystkich możliwych luk. Za pierwszą udaną konstrukcję liczb rzeczywistych uważa się teorię proporcji Eudoksosa opisaną w Elementach Euklidesa. Chociaż pierwszą formalną definicję liczb rzeczywistych zaproponował Richard Dedekind używając liczb wymiernych oraz wprowadzonych przez siebie przekrojów.

## Definicje

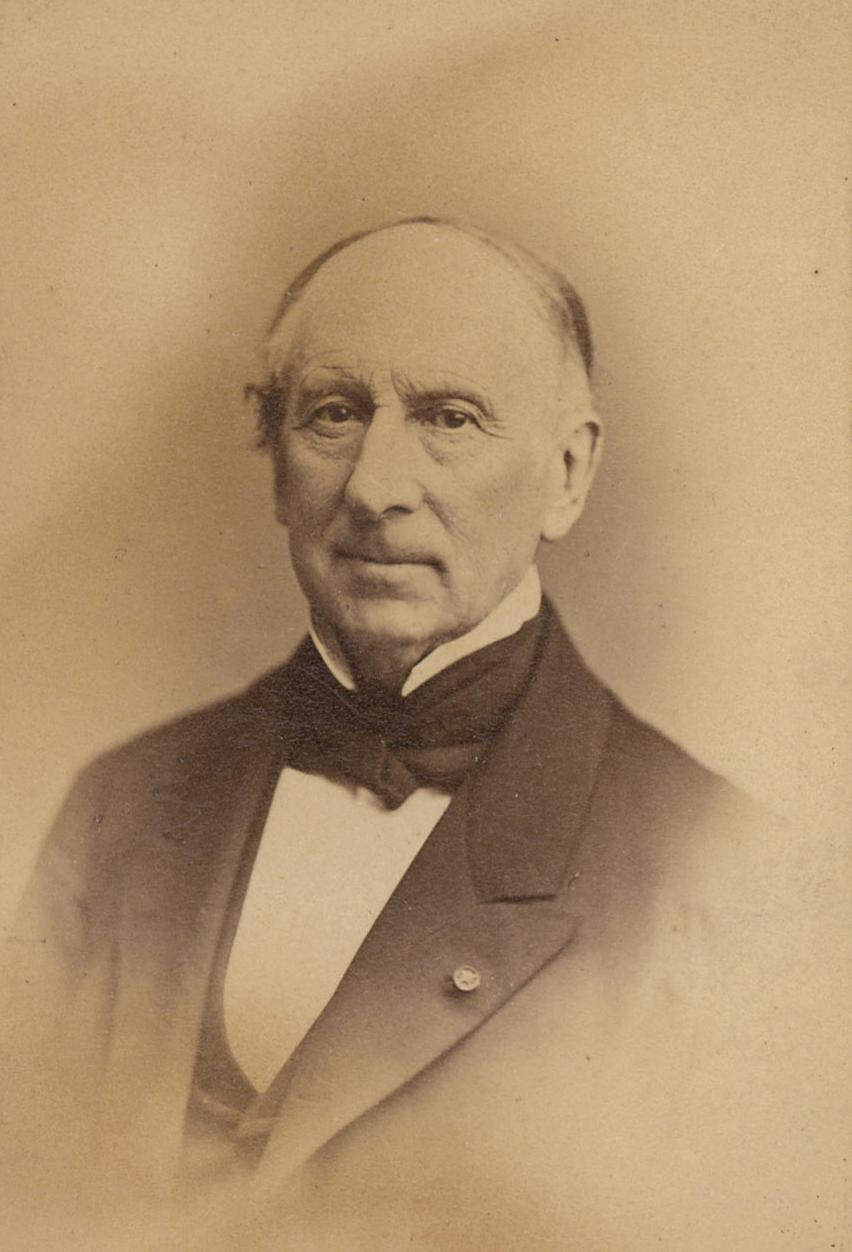
Augustin Louis Cauchy (1789–1857)

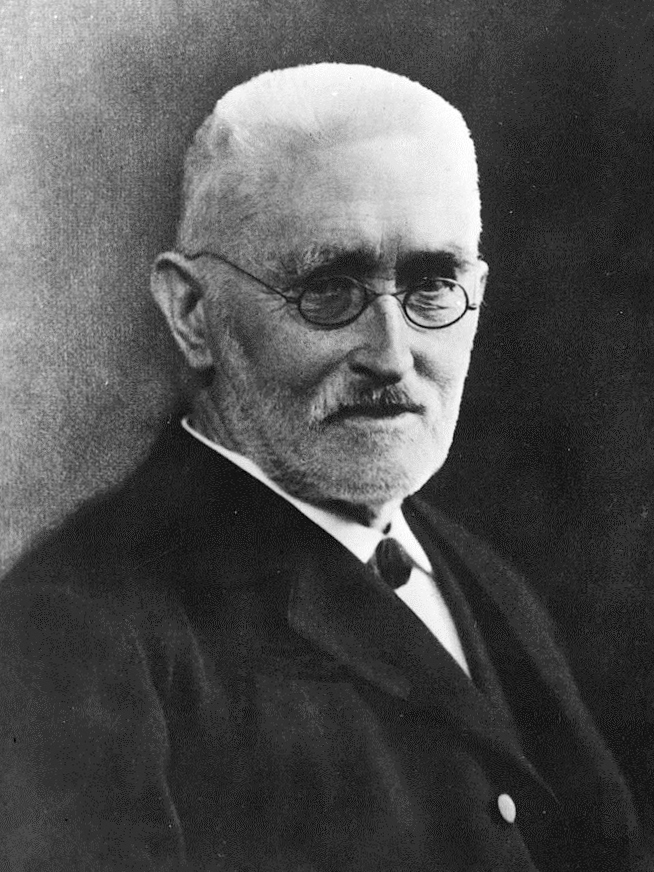
Richard Dedekind (1831–1916)

### Aksjomaty
Zbiór liczb rzeczywistych {\displaystyle \mathbb {R} } można zdefiniować aksjomatycznie, jako ciało uporządkowane spełniające aksjomat ciągłości. Jest to struktura algebraiczna {\displaystyle (\mathbb {R} ,+,\cdot ,0,1,\leqslant )} spełniającą następujące aksjomaty:
1. {\displaystyle (\mathbb {R} ,+,\cdot ,0,1)} jest ciałem,
2. {\displaystyle \leqslant } jest porządkiem liniowym spełniającym dodatkowo warunki:
  - jeśli {\displaystyle x\geqslant y,} to {\displaystyle x+z\geqslant y+z;}
  - jeśli {\displaystyle x\geqslant 0} i {\displaystyle y\geqslant 0,} to {\displaystyle xy\geqslant 0.}
3. spełniony jest aksjomat ciągłości: każdy niepusty i ograniczony z góry podzbiór {\displaystyle \mathbb {R} } ma kres górny.

Aksjomatyka nie gwarantuje istnienia obiektu spełniającego te aksjomaty, przeprowadza się konstrukcje liczb rzeczywistych biorące za punkt wyjścia liczby wymierne.

### Konstrukcje
Istnieje kilka klasycznych sposobów konstrukcji zbioru liczb rzeczywistych – za pomocą:
- odpowiednich zbiorów liczb wymiernych – przekrojów Dedekinda;
- ciągów Cauchy’ego liczb wymiernych;
- nieskończonych ciągów liczb całkowitych. Pierwszym wyrazem jest w nich dowolna liczba całkowita, a wszystkie następne są liczbami naturalnymi ze zbioru {0,1,...,9}. Ta metoda jest ściśle związana z reprezentacją liczb rzeczywistych w postaci ułamka dziesiętnego nieskończonego.

Z punktu widzenia topologii zbiór liczb rzeczywistych to rozszerzenie:
- przestrzeni metrycznej liczb wymiernych do przestrzeni zupełnej[potrzebny przypis];
- zbioru liczb wymiernych z topologią przedziałową do przestrzeni spójnej[potrzebny przypis].

## Niektóre własności

### Mnogościowe
- Moc zbioru liczb rzeczywistych nazywana jest continuum i oznaczana symbolem {\displaystyle {\mathfrak {c}}.} Jest ona większa, na przykład, od mocy zbioru liczb wymiernych (zobacz też: rozumowanie przekątniowe) czy zbioru liczb algebraicznych – odpowiednio, zbiory liczb niewymiernych i przestępnych mają również moc continuum.
- Naturalny porządek (relacja mniejszości) liczb rzeczywistych spełnia warunek przeliczalnych antyłańcuchów (ccc).

### Topologiczne
Naturalną metryką w zbiorze liczb rzeczywistych jest tzw. metryka euklidesowa, czyli wartość bezwzględna różnicy dwóch liczb. Prosta rzeczywista wyposażona w tę metrykę jest zupełną przestrzenią metryczną. Ponadto jest ona przestrzenią ośrodkową (ośrodkiem jest np. zbiór liczb wymiernych).
Rodzinę zbiorów otwartych (topologię) na prostej można określić definiując zbiory otwarte:
Zbiór {\displaystyle A\subseteq \mathbb {R} } jest otwarty {\displaystyle \iff } {\displaystyle \forall _{x\in A}\ \exists _{\varepsilon >0}\ (x-\varepsilon ;x+\varepsilon )\subseteq A,}
czyli zbiór jest otwarty, gdy wraz z każdym jego punktem zawiera pewien przedział otwarty zawierający ten punkt.
Bazą tej topologii jest np. rodzina przedziałów otwartych o końcach wymiernych. Wynika stąd, że liczby rzeczywiste spełniają drugi aksjomat przeliczalności. Przestrzeń rzeczywista jest ponadto spójna i lokalnie zwarta.
Ważnymi niestandardowymi topologiami określonymi na zbiorze liczb rzeczywistych są tzw. prosta Sorgenfreya i prosta Michaela.

## Reprezentacja w urządzeniach cyfrowych
Popularną, przybliżoną, komputerową reprezentacją liczby rzeczywistej jest liczba zmiennoprzecinkowa i typ zmiennoprzecinkowy. Najczęściej jest to implementacja standardu IEEE 754.
Liczby rzeczywiste mogą być reprezentowane również przez typ pozwalający obliczać ich przybliżenia z dowolną dokładnością, co umożliwia dokładną arytmetykę rzeczywistą.

## Uogólnienia i liczby nierzeczywiste
Przykłady uogólnień liczb rzeczywistych to:
- liczby zespolone, dualne, podwójne, hiperrzeczywiste;
- zbiory, w których nie ma wszystkich działań arytmetycznych, np. rozszerzony zbiór liczb rzeczywistych, przestrzenie kartezjańskie, euklidesowe i inne rozmaitości.

Poza oś rzeczywistą wykraczają także:
- liczby kardynalne i porządkowe będące rozszerzeniami liczb naturalnych;
- liczby p-adyczne – alternatywne względem liczb rzeczywistych rozszerzenia liczb wymiernych.